# Sai no Kawara
Sai no Kawara(일본어: 賽の河原 さいのかわら[*])는 뮤지션 crystal-z가 2020년 6월 10일 유튜브에 자전적 스토리를 담아 래퍼로서 처음 공개한 힙합 곡이다. 동년 7월 11일에는 해당 곡이 crystal-z의 싱글앨범으로서 음원사이트에 보급되었다. 공개 이후 일본에서 아사히신문, TBS 등에 보도되면서 유튜브 재생수가 2023년 현재 130만 여회를 기록하고 있다. 제목은 ‘헛수고’라는 의미의 숙어이다.
이 사건은 2018년 크리에이터가 직접 피해당사자가 된 사건과 밀접한 연관을 가지고 있으므로 이 문서에서 함께 논의한다.

## 창작 계기 및 과정
crystal-z는 법학과에 진학했다가 만난 동료들과 밴드 활동을 하다 30대 이후 의학공부를 시작했으며, 창작을 하게 된 2020년에는 이미 3수를 마치고 일본 서부의 의학부에 진학해 의대생의 삶을 살아가고 있던 상태였다. 그러나 의대생이 된 직후 자신이 응시했던 학교에서의 연락을 받고, 자신이 입시 과정에서 차별을 경험한 사실을 알게 되었다.
2018년 7월, 문부과학성의 간부가 토쿄의과대학에 편의를 제공하는 대가로 자식을 진학시킨 것이 적발돼 위탁수뢰죄(대한민국의 수뢰후부정처사죄) 혐의로 기소되었다. 이에 토쿄의과대학에서 내부조사한 결과, 여성이나 다회, 고연령 수험생의 점수가 일괄 감점된 것이 드러났다. 문부과학성도 별도의 조사를 거쳐 같은 해 9월 4일 발표한 《토쿄의과대학의 부정입시문제에 따라 실시한 전국 의학부의 긴급조사 결과 (속보)》를 발표한 이후, 12월에는 최종보고를 통해 81개 대학 중 9개교에서 ‘부적절한 사안’, 1개교에서 ‘부적절한 가능성이 높은 사안’이 있었다고 공표했다.
crystal-z도 이후 쥰텐도대학에서 실제로는 자신이 봤던 입시 세 곳 모두 합격대상이었으며, 특히 토쿄의과대학에서는 장학생(특대생) 기준 또한 충족하고 있었다는 통보를 받았다. 그러나 순천당대학은 공식 기자회견에서 ‘(커리어 경험자로서) 입학 후 1년간 집단 기숙사생활에 잘 적응할지’ 걱정된다는 ‘특수한 사정’을 이유로 자신들의 부정입학을 정당화했다. 이에 crystal-z는 쥰텐도대학이 자신을 ‘나이로서만 보면서’ ‘보기도 귀찮은(取るに足らない) 노이즈’이자 ‘매우 작은 존재’로서 여긴다고 보고, 2019년 일본국헌법 26조에 규정된 교육권 침해 등의 이유로 쥰텐도대학을 상대로 약 5800만 엔의 배상청구소송을 토쿄지방재판소에 청구했으며, 토쿄의과대학과는 재판외분쟁해소절차를 통해 협의를 진행하였다. 그러나 제소 사실을 들은 주변에서는 찬반양론이 엇갈려 crystal-z에게는 마음에 부담이 가게 되었다. 또한 crystal-z는 자신의 소송 사실이 ‘소비되는 뉴스시장’에서 사라져가는 것에 대한 부담을 안고 있었다.
이 즈음에, crystal-z는 나이트 클럽에서 돌아오는 아침에 동급생에게 상황을 이야기했다가 ‘디스하는 수 밖에 없을텐데요’라는 이야기를 듣고, 래퍼로서의 자신을 ‘재생’해야겠다는 생각을 받게 된다. 동시에 자신의 주정이 부정될 가능성이 있는 법원 대신 음악이라는 새로운 ‘싸움터로 옮겨’ 자신의 감정을 전달할 뿐만이 아니라, 리스너의 마음에 ‘부정입시를 새기게 할’ 필요성을 절감한다. 이러한 행위를 Crystal-z는 그래피티의 태깅으로서도 묘사하고 있다. 그래서 기존의 음악과는 달리 가사의 길이에 제약이 없어 자신의 의견을 담는데 더 적당한 힙합 장르로 옮겨 래퍼 활동의 재개를 결심했다. 며칠만에 가사를 쓰고, 코인노래방에서 녹음을 마치고, 아이패드의 애니메이션 앱으로 2주 동안 그림을 그려 MV를 제작했다. 노래는 2020년 6월 10일 유튜브에 처음 공개되었으며, 한 달 만에 60만 뷰 이상을 기록하는 등 인터넷에서 화제를 모았다. 이어 2020년 7월 11일 오전 11시에 온라인 음악서비스에 공식 음원과 함께 인스트루멘털이 별도의 사이트에서 공개되었다.

## 내용
노래는 로우파이 힙합 장르의 곡으로 F# 4/4의 곡이다. crystal-z의 인생 여정을 담고 있다. 악곡의 제목은 ‘삼도천 앞에 있는 강가에서 부모보다 먼저 세상을 떠난 아이들이 계속해서 사라질 돌탑을 매일 쌓는 곳’으로서, ‘무의미한 노력의 반복’을 의미하는 숙어로 사용되고 있다. 그러나 가사 중에는 이를 ‘再の河原’로 재표현해, 다시 시작하는 곳으로 표현하기도 한다.
가사의 주요 내용은 다음과 같다. 원래 crystal-z는 래퍼였다. 고등학생 때 기타를 접한 후, 19세부터 작곡을 시작했으며, 도쿄도 소재 대학 법학부에 진학한 이후 뜻이 맞던 동급생들과 함께 4인 밴드, 또는 크루를 결성해 기타 및 일렉기타 활동을 해 왔다. 대학 졸업 이후 학원강사로 일자리를 꾸리면서도 멤버가 함께 쉐어하우스에서 지내며 수제로 싱글음반을 내며 음악활동을 이어 왔으나, 다른 멤버들의 결혼과 실직으로 인해 크루가 해산하며 있을 곳도 사라졌다.. 이에 crystal-z는 새로운 인생을 찾고 싶어져, 32세의 늦은 나이에 의사를 지망하기 위해 학원 강사직을 그만두고 하루종일 도서관에서 여자친구의 도움을 받아 의학부 수험공부를 시작했다. 그러나 2016년 센터시험에서 고득점을 기록하는 등 두 번을 응시했지만 지망한 학교에서 전부 붙지 못했다. 모의고사에서는 ‘1등급’(A판정)을 받던 곳들이었다. 이 과정에서 의대 2차면접에 응시한 crystal-z는 나이를 이유로 심사관으로부터 차별적인 언행을 다수 들었다고 한다. 이에 도쿄 지역의 유명대 대신에 지방의대 진학을 고민한 crystal-z는 여자친구와 헤어질까 고민하다, 도쿄지역 대학지원을 포기하고, 2018년에 서일본 지역 대학교의 의학부에 합격한 것을 계기로 그동안 큰 도움을 주었던 여자친구에게 프로포즈해 성공하여 결혼하고 고향을 떠나가게 된다.
코러스 부분에는 세로드립으로 쥰텐도(순천당)대학과 도쿄의대가 명시되고 있다. 이 코러스는 아사히신문 1면 톱 제목으로 인용되는 이외에도 여러 보도에서 적극적으로 인용되었다.
| “ | 순조롭지 않아도 되니까 천재가 아니라도 되니까 당당히 돌고 계속 돌아 토쿄 위대한 이 거리를 | ” |
|   | — 〈Sai no Kawara〉                                                                       |   |

벌스와 코러스가 진행된 이후 유튜브판에서는 두 가지 샘플링으로 노래가 마무리되었다. 첫번째로 crystal-z로 보이는 남성이 사라진 방에서 crystal-z가 제기한 소송을 보도하는 뉴스 동영상이 작게 보이고, 직후 뮤직비디오의 배경이 사라지고 대학교 관계자가 crystal-z에게 ‘33세는 저희가 받아들이기에는 높은 연령이라고 생각합니다’, ‘이건 부정이 아니라고 생각합니다’라고 말하는 대화 일부가 이후 동영상으로 샘플링되어 나온다. 이후 음원사이트에 공개한 음원에서는 이 부분이 다른 사람들과 웃으면서 대화하는 내용으로 바뀌었는데, 이는 노래를 더 길게 들을 수 있도록 하기 위한 배려라고 한다.
한편 Crystal-z는 가사 중의 “I used to love H.E.R”가 Common의 동명 악곡을 피처링한 것이라고 밝혔다.

### 뮤직비디오

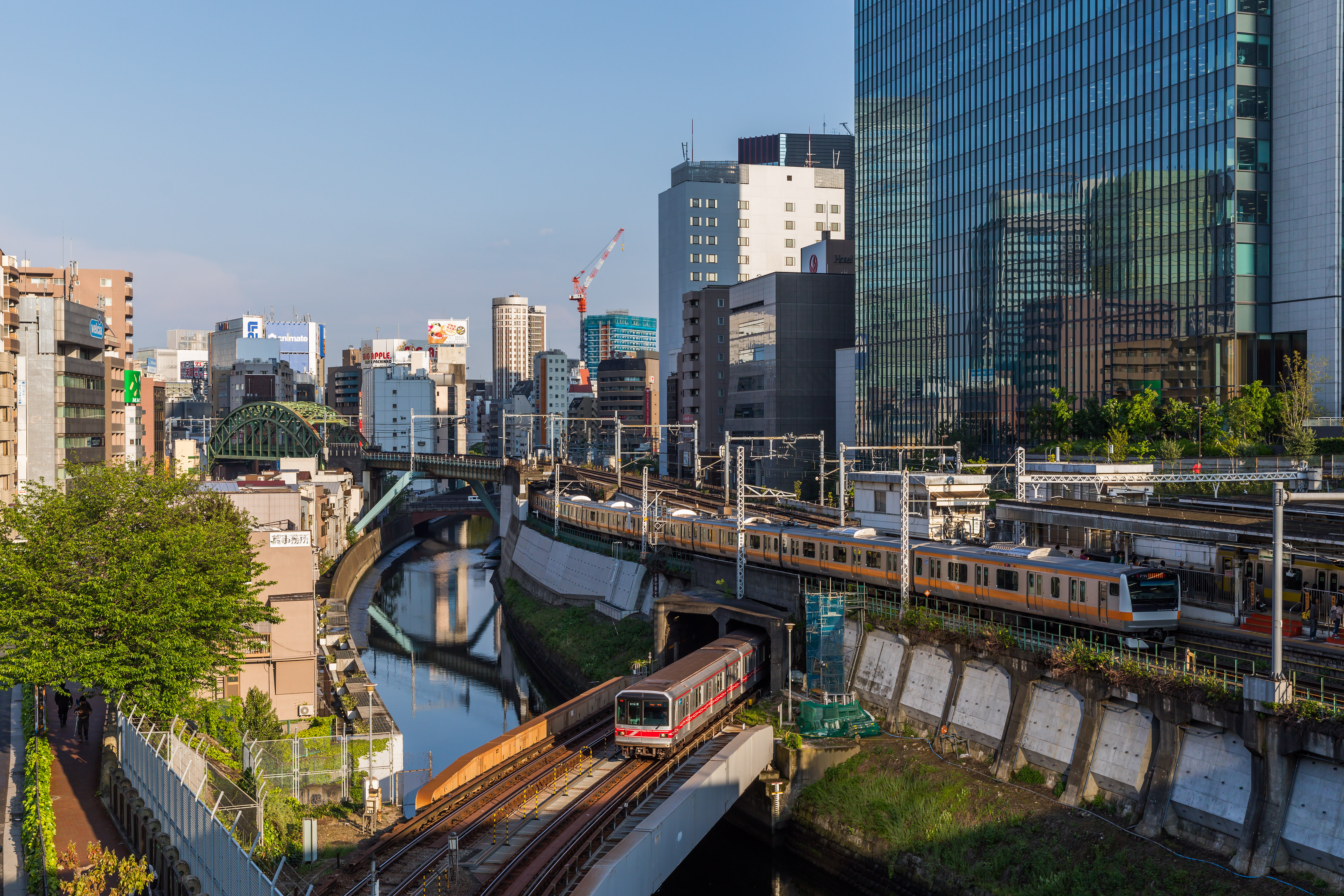
뮤직비디오의 배경이 된 칸다천과 토쿄메트로 마루노우치선, JR중앙선 쾌속. 뮤직비디오에는 이 하천과 함께 토쿄도 오챠노미즈 근교의 의학대학들이 묘사되어 있다. (2017-05-01)

Crystal-z가 2주에 걸려 직접 제작한 뮤직비디오에는 다양한 이스터에그등이 포함되어 있으며, 이 중에는 차트식 참고서의 배경이 더 높은 것으로 바뀌는 표현이나, 배경에 BOaT의 4집 앨범 《RORO》를 모사한 그림이 포함되어 있다. crystal-z는 2021년의 인터뷰에서도 아직까지 밝혀져 있지 않은 지점들이 많이 있다고 밝힌 바 있다.

## 반응 및 향후 추이
2021년 1월 9일, 후속작 〈rope5〉가 발표되었다. 노래에는 코로나19의 세계유행으로 바뀐 세상과 대학 합격 이후의 자신의 생활이 담겨있다. 이후에도 crystal-z는 여러 작품을 자신의 유튜브 채널을 통해 공개하고 있다.
2023년 8월 10일, 토쿄지방재판소에서 열린 1심 선고에서 재판부는 쥰텐도대학에 180만엔의 배상을 명령하였다. 병리의를 지망하는 crystal-z는 2023학년도에 의학대학을 졸업하고 2024년부터 토쿄의 병원에서 인턴 과정을 밟을 예정이다.

## 참고문헌
- 나신하 기자 (2018년 7월 16일). “［특파원리포트］ “공무원 아들 대학 부정입학은 ‘뇌물’””. 《KBS 뉴스》 (한국방송공사). 2023년 9월 25일에 확인함.
- 윤현 (2018년 10월 24일). “"일 그만두는 경우 많다"며 여성 수험생 탈락시킨 일본 의대”. 《오마이뉴스》. 2023년 9월 25일에 확인함.
- “【図解・社会】医学部入試における男女の合格率と比率（2018年9月）”. 《jiji.com》 (지지 통신사). 2018년 9월 4일. 2023년 9월 25일에 확인함.
- Kikka (2020년 7월 11일). “ネットを揺るがした衝撃作「Sai no Kawara」がサブスク解禁！　作者が仕掛けたサブスク版の“新たな仕掛け”とは”. 《네토라보》 (IT media Inc.,). 2023년 9월 25일에 확인함.
- NEWS23 (2021년 1월 14일). “「Sai no Kawara」で注目 医学部入試で“差別” 被害ラッパーが新曲を…”. TBS TV. 2023년 9월 25일에 확인함.
- Tanaka, Shino; 錦光山, 雅子 (2018년 8월 7일). “東京医科大の入試得点の不正操作で合格した学生の処遇は？「地位剝奪はふさわしくない」（会見詳報）”. 2023년 9월 25일에 확인함.
- 太田, 理英子 (2023년 8월 10일). “「浪人年数での不合格判定は違法」医学部不正入試、順天堂大に180万円の賠償命令　初の司法判断”. 《토쿄신문》.
- 倉片, 真央 (2021년 4월 22일). “医学部不正入試問題をラップで歌い上げたcrystal-zさん―ニュースの後の人生とは”. 《케이오숙생신문》 (케이오숙생신문회). 2023년 9월 10일에 확인함.
- 斉藤, 佑介 (2020년 6월 25일). “順調じゃなくていいから　天才じゃなくていいから　ラップに秘めた、３０代男性の意志”. 《아사히신문 (석간)》. 1면. 2023년 8월 20일에 확인함.
- 長瀬, 千雅; 長谷川, 美祈 (2020년 10월 10일). “本当は合格していた医学部入試――「年齢で弾かれた」男性はいま”. 《야후! 뉴스》 (야후 재팬). 2020년 11월 21일에 확인함.
- 浜田, 萌 (2020년 9월 8일). “入試差別 刻むラップ 医学部不合格35歳 動画制作”. 《요미우리신문 (석간)》 (요미우리 신문사). 11면.
- 森田, 将輝 (2020년 7월 18일). “「Sai no Kawara」の音楽的達成　crystal-zの半生とヒップホップである理由”. 《KAI-YOU》. 2020년 11월 21일에 확인함.
- 문부과학성 대학입시실 (2018년 12월 18일). “医学部医学科の入学者選抜における公正確保等に係る緊急調査の最終まとめについて” (PDF). 문부과학성. 2019년 5월 2일에 원본 문서 (PDF)에서 보존된 문서.
- 三木, 邦洋 (2020년 6월 16일). “「あの事件」が語られたLo-fi hip hop動画が波紋を呼ぶ”. 《TimeOut》.
- 山下, 知子 (2019년 12월 22일). “医学部入試で「年齢差別あった」　男性が順天堂大提訴へ”. 《朝日新聞アピタル》 (아사히신문). 2023년 8월 27일에 확인함.
- 山崎, 春奈 (2020년 6월 17일). “今すぐ、何も知らず、5分間この曲を聴いてほしい。32歳男性が音楽をやめて選んだ道。ラストに訪れる衝撃”. 《BuzzFeed Japan》 (BuzzFeed Inc.). 2023년 8월 20일에 확인함.
- 音楽ナタリー編集部 (2020년 7월 11일). “話題のラッパーcrystal-z、60万回再生突破した衝撃作「Sai no Kawara」アレンジして配信リリース”. 《음악 나탈리》. 2023년 9월 3일에 확인함.
- 音楽ナタリー編集部 (2021년 1월 18일). “医学部不正入試の被害ラップして話題集めたcrystal-z、新曲「rope5」発表”. 《음악 나탈리》.
- “「浪人理由に不合格」医学部不正入試の原告がラップに秘めた思い　動画再生130万超”. 《TBS News dig》. TBS TV. 2023년 8월 10일. 2023년 8월 11일에 원본 문서에서 보존된 문서. 2023년 8월 20일에 확인함.